# Geoff Blum
Pour les articles homonymes, voir Blum.
Geoffrey Edward Blum (né le 26 avril 1973 à Redwood City, Californie, États-Unis) est un joueur de baseball ayant joué dans les Ligues majeures de 1999 à 2012.
Ce champion de la Série mondiale 2005 avec les White Sox de Chicago a joué principalement au poste de troisième but, mais s'est fait valoir comme joueur d'utilité en évoluant également au deuxième but et à la position d'arrêt-court.

## Carrière

### Expos de Montréal (1994-2001)
Joueur de l'Université de Californie à Berkeley, Geoff Blum est repêché en septième ronde par les Expos de Montréal en 1994. Il fait ses débuts dans le baseball majeur le 9 août 1999 avec la formation montréalaise et il frappe en guise de premier coup sûr en carrière un double bon pour deux points face au lanceur des Padres de San Diego, Matt Clement. Le 13 août 1999, il claque son premier coup de circuit dans les grandes ligues, aux dépens de Mike DeJean, des Rockies du Colorado.
Blum est joueur d'arrêt-court à ses débuts avec les Expos. En 45 parties jouées en 1999, il frappe huit circuits et produit 18 points.
La saison suivante, il est déplacé au troisième but et hérite du poste dans la plupart des matchs de l'équipe. Il maintient une moyenne au bâton de ,283 en 124 parties jouées pendant l'année 2000. Il frappe 11 coups de circuit et totalise 45 points produits.
Le troisième but des Expos voit sa moyenne chuter à ,238 en 2001, mais il produit 50 points et franchit le cap des 100 coups sûrs en une saison pour la première fois. Il boucle la saison avec 107 coups sûrs en 148 parties.

### Astros de Houston (2002-2003)
Le 12 mars 2002, durant le camp d'entraînement des Expos, Blum est échangé aux Astros de Houston en retour du joueur de troisième but Chris Truby.
Il joue deux saisons entières à Houston, obtenant 10 circuits et 52 points produits exactement lors des campagnes 2002 et 2003.
Il quitte les Astros après la saison 2003, où il totalise plus de 100 coups sûrs pour la troisième année de suite. Il affiche également une moyenne défensive de ,971, la troisième meilleure parmi les joueurs de troisième but de la Ligue nationale de baseball.

### Devil Rays de Tampa Bay (2004)
Le 14 décembre 2003, Houston transfère Blum aux Devil Rays de Tampa Bay en retour du lanceur droitier Brandon Backe. Le bref passage de Blum en Floride est sans histoire : sa moyenne au bâton n'est que de ,215 en 112 parties durant la saison 2004.

### Padres de San Diego (2005)
Devenu agent libre, Geoff Blum signe en décembre 2004 un contrat avec les Padres de San Diego.
À la date limite des transactions, le 31 juillet 2005, les Padres cèdent Blum aux White Sox de Chicago en retour d'un lanceur des ligues mineures, Ryan Meaux. Ce dernier n'atteindra finalement jamais les majeures.

### White Sox de Chicago (2005)
Avec les White Sox, Geoff Blum a la chance de participer aux séries éliminatoires pour la première fois de sa carrière. Il voit peu d'action avec une seule présence au bâton en Série de division contre Boston, aucun match joué en Série de championnat de la Ligue américaine contre Anaheim, et une seule présence comme frappeur en Série mondiale. Cette dernière apparition est toutefois déterminante : dans le troisième match de la série finale opposant Chicago aux Astros de Houston, Blum frappe au Minute Maid Park de Houston, contre son ancienne équipe, un coup de circuit en solo en 14e manche. Le lanceur des Astros Ezequiel Astacio est victime de ce coup de quatre buts qui place les Sox en avant 6-5 dans la rencontre. L'équipe ajoute un point durant cette demi-manche et blanchit Houston en fin de 14e pour triompher 7-5 des Astros dans le match le plus long de l'histoire des Séries mondiales. Le lendemain, 26 octobre, Blum est en uniforme mais ne joue pas à son dernier match comme membre des White Sox, qui remportent le titre des Ligues majeures, donnant au vétéran un premier titre de champion du monde.

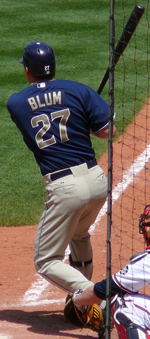
Blum en 2007, lors de son second passage à San Diego.

### Padres de San Diego (2006-2007)
Le 16 novembre 2005, Geoff Blum, devenu joueur autonome à nouveau, rejoint les Padres, qui l'avaient échangé à Chicago l'été précédent.
Il est employé tantôt comme arrêt-court, tantôt comme troisième but durant la saison 2006, avant d'être déplacé au deuxième coussin en 2007.

### Astros de Houston (2008-2010)
Blum retrouve sa position de troisième but à son second séjour chez les Astros de Houston, qu'il rejoint le 20 novembre 2007, encore une fois après avoir sondé le marché des agents libres.
Il établit durant la saison 2008 de nouveaux sommets personnels de coups de circuit (14) et de points produits (53).
Il enchaîne en 2009 avec une saison de 10 longues balles et 49 points produits. Blum s'impose une fois de plus comme joueur excellant surtout à la défensive : il présente le deuxième pourcentage défensif le plus élevé (,986) parmi les joueurs de troisième but de la Ligue nationale de baseball cette saison-là.

### Diamondbacks de l'Arizona (2011-2012)
Le 15 novembre 2010, Geoff Blum passe à une septième équipe depuis son entrée dans le baseball majeur. Le vétéran âgé de 37 ans signe une entente de deux ans comme agent libre avec les Diamondbacks de l'Arizona. Ce contrat est d'une valeur de 2,7 millions de dollars.
Sa saison 2011 est marquée par les blessures. Il rate presque toute la première moitié de la saison après avoir subi une opération au genou et, moins de deux semaines après son retour dans l'alignement des Diamondbacks, se retrouve de nouveau sur la liste des blessés en juillet avec un doigt fracturé. Il revient en septembre. Il apparaît dans seulement 23 parties des D-Backs en 2011, au troisième but ou comme frappeur suppléant. Il frappe deux circuits et produit 10 points. En deux passages au bâton dans les séries éliminatoires, il est deux fois retiré sur des prises.
Blum est libéré par les Diamondbacks le 20 juillet 2012, après que des blessures l'aient limité à seulement 40 parties en deux ans pour Arizona.

## Hommage
Une sculpture de Geoff Blum fait partie d'un monument commémoratif du titre mondial de 2005 remporté par les White Sox. Le monument de bronze, baptisé Champions Plaza (la Plaza des champions) et érigé près du U.S. Cellular Field de Chicago, domicile des White Sox, honore cinq joueurs membres du club champion : Paul Konerko, Joe Crede, Juan Uribe, Orlando Hernández et Blum. Ce dernier y est représenté, malgré le fait qu'il n'a joué que 31 matchs de saison régulière et trois parties éliminatoires pour Chicago, en raison de son coup de circuit décisif dans la troisième partie du plus long affrontement de l'histoire de la finale du baseball majeur, le 25 octobre 2005.

## Commentateur
Blum se joint en 2013 à l'équipe de télévision qui assure la description des matchs des Astros de Houston.